# ODM
ODM (англ. original design manufacturer) — производитель изделия, которое создается по его собственному оригинальному проекту, а не по лицензии.
ODM-контракт — вид сотрудничества двух компаний, при котором одна компания заказывает у другой разработку и производство некоторого товара (например, техники, или программного обеспечения и др.), а выпускает в продажу его потом уже под своей торговой маркой.
Первоначальное значение ODM это Original Design Manufacturer. Компания, которая разрабатывает конкретный продукт с уникальными характеристиками и стилем, называется Original Design Manufacturer или ODM. Обычно производители оригинального дизайна производят товары на основе требований или запросов клиентов.
Производство оригинального дизайна - это ряд действий в компании, которая повторно использует оригинальный дизайн другой компании для производства массовой продукции.
ODM-услуги позволяют не создавать дизайн или спецификации продукта и не приобретать оборудование и средства проектирования. Следовательно, вам не нужно много тратить. В обязанности ODM входит предложить вам конкретные мощности для производства.